# (5459) Saraburger
(5459) Saraburger est un astéroïde de la ceinture principale.

## Description
(5459) Saraburger est un astéroïde de la ceinture principale. Il fut découvert le 26 août 1981 à La Silla par Henri Debehogne. Il présente une orbite caractérisée par un demi-grand axe de 2,88 UA, une excentricité de 0,05 et une inclinaison de 3,1° par rapport à l'écliptique.

## Compléments